# Wallander (serial telewizyjny 2005)
Wallander – szwedzki serial telewizyjny. Opowiada losy Kurta Wallandera (Krister Henriksson) szwedzkiego śledczego z Ystad. Serial został stworzony na podstawie powieści Henninga Mankella.
Finałowy 3 sezon (6 odcinków x 90 minut) był emitowany w 2013. W roli Lindy Wallander (córka Kurta Wallandera) wystąpiła Charlott Jonsson.

## Lista odcinków
Serial liczy 3 sezony, pierwsze dwa miały po 13 odcinków, a trzeci 6.
Osobny artykuł: Lista odcinków serialu Wallander

## Emisja
Światową premierę miał miejsce 14 stycznia 2005 w TV4. W Polsce premiera odbyła się 24 lutego 2008 w telewizji Polsat.
Pierwszy sezon emitowany był w latach 2005–2006 w Polsce 2008–2009.
Drugi sezon emitowany był w latach 2009–2010 w Polsce na kanale "Ale Kino!Ale Kino+".
Trzeci sezon był emitowany w 2013 w Polsce na kanale "Ale Kino!Ale Kino+".

## Obsada
- Krister Henriksson – Kurt Wallander
- Fredrik Gunnarsson – Svartman
- Johanna Sällström – Linda Wallander
- Ola Rapace – Stefan Lindman
- Mats Bergman – Nyberg
- Marianne Mörck – Ebba
- Göran Aronsson – Grönqvist
- Stina Ekblad(inne języki) – Karin Linder, patolog
- Douglas Johansson – Martinsson
- Angela Kovacs – Ann-Britt Höglund
- Chatarina Larsson – Lisa Holgersson
- Nina Zanjani – Isabelle
- Lena Endre – Katarina Ahlsell
- Sverrir Gudnason – Pontus

## DVD (polskie)

### Seria 1
- Tytuł polski: Wallander – Sezon 1
- Tytuł oryginalny: Wallander – Season 1
- Data wydania: 2009-12-01
- Dźwięk: DD 5.1, DD 2.0
- Obraz: 1.78:1
- Język oryginalny: szwedzki
- Język: polski
- Napisy: polskie
- Ilość płyt: 5
- Odcinki:
  - Nim nadejdzie mróz (Innan frosten)
  - Wioskowy głupek (Byfånen)
  - Bracia (Bröderna)
  - Mrok (Mörkret)
  - Afrykanin (Afrikanen)
  - Mastermind (Mastermind)
  - Słaby punkt (Den svaga punkten)
  - Fotograf (Fotografen)
  - Kontener (Täckmanteln)
  - Zamki na piasku (Luftslottet)
  - Więzy krwi (Blodsband)
  - Joker (Jokern)
  - Tajemnica (Hemligheten)

### Seria 2, część 1
- Tytuł polski: Wallander – Sezon 2, część 1
- Tytuł oryginalny: Wallander
- Dźwięk: DD 2.0, szwedzki, polski (lektor)
- Obraz: 1.78:1
- Język oryginalny: szwedzki
- Odcinki:
  - Zemsta (Hämnden)
  - Wina (Skulden)
  - Kurier (Kuriren)
  - Złodziej (Tjuven)
  - Wiolonczelistka (Cellisten)
  - Pastor (Prästen)

### Seria 2, część 2
- Tytuł polski: Wallander – Sezon 2, część 2
- Tytuł oryginalny: Wallander
- Czas trwania: 10:30:00
- Dźwięk: DD 2.0 szwedzki, polski (lektor)
- Format: 16:9
- Odcinki:
  - Przeciek (Läckan)
  - Snajper (Skytten)
  - Anioł śmierci (Dödsängeln)
  - Duch (Vålnaden)
  - Dziedzictwo (Arvet)
  - Haracz (Indrivaren)
  - Świadek (Vittnet)